# USS Enterprise (Star Trek)
A USS Enterprise, ou simplesmente Enterprise, é o nome de várias naves estelares ficcionais, com algumas sendo o ponto focal de várias séries de televisão e filmes, da franquia de entretenimento Star Trek, criada por Gene Roddenberry. É considerada um nome de legado na Frota Estelar. A grande maioria dessas naves possui o número de registro "NCC-1701", com naves posteriores adicionando uma letra do alfabeto ao final para diferenciação.

## História daEnterprise
O nome Enterprise vem de uma longa série de navios. A primeira foi a fragata francesa  L'Enterprise, capturada pelos britânicos em 1705. Os britânicos a rebatizaram de HMS Enterprise para uso da Marinha Real Britânica. Outros nove navios comissionados pela Marinha Real carregavam o nome de Enterprise. O primeiro navio dos Estados Unidos a usar o nome foi o navio da Guerra de Independência USS Enterprise, lançado em 1775. O sétimo navio americano a ter o nome, a USS Enterprise (CV-6), é o navio mais condecorado da história da Marinha dos Estados Unidos e o único porta aviões da classe Yorktown a sobreviver a II Guerra Mundial. O oitavo navio americano a ter o nome (CVN-65), foi o primeiro porta aviões nuclear da história. O primeiro ônibus espacial da história foi batizado de Enterprise em homenagem à nave de Star Trek.

## Representação

### Pré-Federação
Duas naves estelares com o nome de Enterprise precedem a Federação dos Planetas Unidos:

XCV 330

Registro: USS Enterprise (XCV 330)
Classe: Declaration
Serviço: anos 2130
Capitão: desconhecido
A USS Enterprise (XCV 330) aparece em Star Trek: The Motion Picture entre outras ilustrações representando naves com o nome de Enterprise. O Star Trek Spaceflight Cronology de 1979 a descreve como o "primeiro cruzeiro interestelar" como uma nave da classe Declaration lançada em 2123.

NX-01

Registro: Enterprise (NX-01)
Classe: NX
Serviço:2151–2161
Capitão: Jonathan Archer
A Enterprise da Frota Estelar da Terra Unida é o cenário principal de Star Trek: Enterprise. É a primeira nave capaz de atingir dobra 5.

### Série Clássica
Três naves com o nome de USS Enterprise aparecem na série Star Trek original e nos filmes subsequentes:

NCC-1701

NCC-1701-A

NCC-1701-B

Registro: USS Enterprise (NCC-1701)
Classe: Constitution
Serviço: 2245–2285
Capitão: Robert April, Christopher Pike, James T. Kirk, Willard Decker e Spock
A primeira Enterprise da Federação é o cenário principal da série original Star Trek e de The Animated Series. Uma Enterprise reformada aparece em Star Trek: The Motion Picture e Star Trek II: The Wrath of Khan, antes de ser destruída em Star Trek III: The Search for Spock.
Registro: USS Enterprise (NCC-1701-A)
Classe: Constitution
Serviço: 2286–2293
Capitão: James T. Kirk
A nave aparece pela primeira vez ao final de Star Trek IV: The Voyage Home e é o cenário principal de Star Trek V: The Final Frontier e Star Trek VI: The Undiscovered Country. A nave é enviada para desmanche ao final de The Undiscovered Country.
Registro: USS Enterprise (NCC-1701-B)
Classe: Excelsior
Serviço: 2293–anos 2320
Capitão: John Harriman
Lançada no início de Star Trek Generations, James T. Kirk desaparece em sua viagem inaugural.

### The Next Generation
Três naves com o nome de Enterprise aparecem em Star Trek: The Next Generation e seus filmes:

NCC-1701-C

NCC-1701-D

NCC-1701-E

Registro: USS Enterprise (NCC-1701-C)
Classe: Ambassator
Serviço:2332–2344
Capitão: Rachel Garrett e Richard Castillo
A nave aparece no episódio "Yesterday's Enterprise", de Star Trek: The Next Generation. Foi destruída ao defender o posto klingon de Nerendra III de um ataque romulano. Sobreviventes incluiam Tasha Yar, cuja versão da realidade alternativa de "Yesterday's Enterprise" viaja com a nave de volta para o passado. As ações da Enterprise-C se tornaram um catalisador de aliança da Federação com o Império Klingon.
Registro: USS Enterprise (NCC-1701-D)
Classe: Galaxy
Serviço: 2363–2371-após ser reconstruída 2401
Capitão: Jean-Luc Picard, William T. Riker e Edward Jellico
O cenário principal de Star Trek: The Next Generation. Durante os eventos de Star Trek Generations, a Enterprise foi perdida depois de um ataque liderado pelas Irmãs Duras que causou danos extensivos, levando a uma ruptura do núcleo de dobra. Apesar da seção do disco ter se separado com segurança antes da ruptura, a onda de choque da explosão fez o disco cair em Veridian III. Com o casco da engenharia destruído e a seção do disco muito danificada, a nave se tornou irrecuperável e foi deixada em Veridian III.
Para evitar que a tecnologia da seção disco da Enterprise-D interferisse no desenvolvimento do planeta Veridian III, a Frota Estelar recuperou a seção disco e foi enviada para o museu da Frota. Quando o ex-chefe engenheiro Geordi La Forge tornou se o curador do museu da Frota ele decidiu reconstruir a Enterprise-D usando os motores e naceles da U.S.S. Syracuse, uma classe Galaxy preservada. Em 2401 os metamorfos se aliaram aos Borgs e tomaram controle da Frota Estelar. Diante a essa situação, La Forge levou a velha tripulação da Enterprise para assumir o comando novamente na reconstruída Enterprise-D.
Registro: USS Enterprise (NCC-1701-E)
Classe: Sovereign
Serviço: 2372–anos 2380
Capitão: Jean-Luc Picard
O cenário principal de Star Trek: First Contact, Star Trek: Insurrection e Star Trek Nemesis. Interessantemente, ao contrário de suas predecessoras que tinham o nome de Enterprise, a Enterprise-E é a única de sua classe vista em informações canônicas.

### Século XXVI

NCC-1701-J

Registro: USS Enterprise (NCC-1701-J)
Classe: Universe
Serviço: século XXVI
Capitão: desconhecido
O episódio "Azati Prime" de Star Trek: Enterprise envolve uma viagem no tempo onde a Enterprise-J aparece. A Enterprise-J opera no século XXVI.

### Linhas de tempo alternativas

#### Futuro alternativo

NCC-1701-D

Registro: USS Enterprise (NCC-1701-D)
Classe: Galaxy Dreadnaught
Serviço: anos 2380
Capitão: Almirante William T. Riker
Em "All Good Things...", episódio final de Star Trek: The Next Generation, a Enterprise-D foi mostrada em um futuro alternativo onde ela foi reformada para incluir uma terceira nacele, habilidade de camuflagem e grandes canhões de fasers na seção dos disco.

#### Universo espelho
O Universo Espelho apareceu pela primeira vez na série original onde um império militarista existe no lugar da Federação Unida dos Planetas do universo regular.

NX-01

NCC-1701

Registro: ISS Enterprise (NX-01)
Classe: NX
Serviço: anos 2150
Capitão: Maximilian Forrest e Jonathan Archer
Os episódios "In a Mirror, Darkly" apresentam uma versão do Universo Espelho da Enterprise (NX-01). A nave é equipada com um dispositivo de camuflagem, escudos defletores, raio trator, um protótipo de Cabine de Agonia e marcas externas diferentes. A Enterprise é destruída pelos tolianos tentando resgatar a USS Defiant.
Registro: ISS Enterprise (NCC-1701)
Classe: Constitution
Serviço: anos 2260
Capitão: Christopher Pike, James T. Kirk e Spock
A Enterprise do Universo Espelho aparece no episódio "Mirror, Mirror". A nave possui Cabines de Agonia e os aposentos do capitão possui o mortal Tantalus. A ISS Enterprise originalmente era o mesmo modelo que a Enterprise regular. A versão remasterizada de "Mirror, Mirror" inclui uma Enterprise de computação gráfica com a marca "ISS" no casco e pequenas diferenças físicas em relação a original.

#### Realidade alternativa
O filme Star Trek e suas sequências se passam em um universo alternativo, que corre em paralelo com o original, criado pela viagem no tempo do romulano Nero.

NCC-1701

Registro: USS Enterprise (NCC-1701)
Classe: Constitution
Serviço: 2258–
Capitão: Christopher Pike, Spock e James T. Kirk
A Enterprise da realidade alternativa é o cenário principal dos filmes de reinício da franquia, começando com Star Trek. É destruída em Star Trek Beyond pelas naves de Krall. É substituída no fim do filme pela nova USS Enterprise-A.